# 下阿梅斯科阿
下阿梅斯科阿（西班牙語：Améscoa Baja）是西班牙纳瓦拉的一个市镇。总面积30平方公里，总人口816人（2001年），人口密度27人/平方公里。